# Lucia van den Brink
Lucia van den Brink (Zoetermeer, 1991) is een Nederlandse schrijver. Haar debuutroman 'Niemand zoals hij' is in januari 2020 gepubliceerd bij Uitgeverij Ambo❘Anthos.

## Levensloop
Van den Brink groeide op in Zoetermeer en studeerde Japans en Journalistiek aan de Universiteit Leiden. Ze trainde vanaf jongs af aan karate en werd derde van Nederland op het NK Wado in 2017.
Haar debuutroman Niemand zoals hij werd genomineerd voor de Hebban Debuutprijs 2020. Ze werkte drie jaar aan deze debuutroman. Haar roman De geur van een moeder werd genomineerd voor Beste Boek voor Jongeren 2023.

## Publicaties
- 2022 - De geur van een moeder, Uitgeverij Ambo|Anthos, 978 90 263 5477 9[6]
- 2020 - Niemand zoals hij, Uitgeverij Ambo|Anthos, ISBN 978-9026347573[7]

## Nominaties
- 2020 - Shortlist Hebban Debuutprijs[8]
- 2020 - Longlist Hebban Debuutprijs[4]
- 2023 - Nominatie Beste Boek voor Jongeren